# Chaerophyllum azoricum
Chaerophyllum azoricum — вид трав'янистих рослин з родини окружкові (Apiaceae), ендемік Азорських островів.

## Опис
Багаторічна трав'яниста рослина. Досягає висоти 60–100 см. Трохи фіолетового кольору стебла є голими або мають трохи коротких волосків у вузлах. Час цвітіння від травня до липня. Квіти, що сидять на променистих стеблах, пов'язані з іншими у двоярусових суцвіттях. Чашолистки відсутні. Є 5 вільних білих пелюсток. Тичинок 5. Плодолистків 2. У кожному з двох плодових відсіків є лише 1 насінний зачаток.

## Поширення
Ендемік Азорських островів (о. Сан-Жорже, Сан-Мігель, Флорес, Піку).